# (37070) 2000 UT51
2000 UT51 (asteroide 37070) é um asteroide da cintura principal. Possui uma excentricidade de 0.05475810 e uma inclinação de 2.74407º.
Este asteroide foi descoberto no dia 24 de outubro de 2000 por LINEAR em Socorro.